# BMW M
BMW M GmbH(독일어: BMW M GmbH)은 독일의 자동차 제조사 BMW의 자회사이다. 원래의 사명은 BMW 모터스포츠였으며 이후 M-테크니크 또는 M이라고 부르고 있다. 1972년 5월 설립되었고 BMW가 1960년대와 1970년대에 자동차 경주에서 크게 성공한 후 이를 지속적으로 뒷받침하게 위해 설립하였다.

## 생산 모델

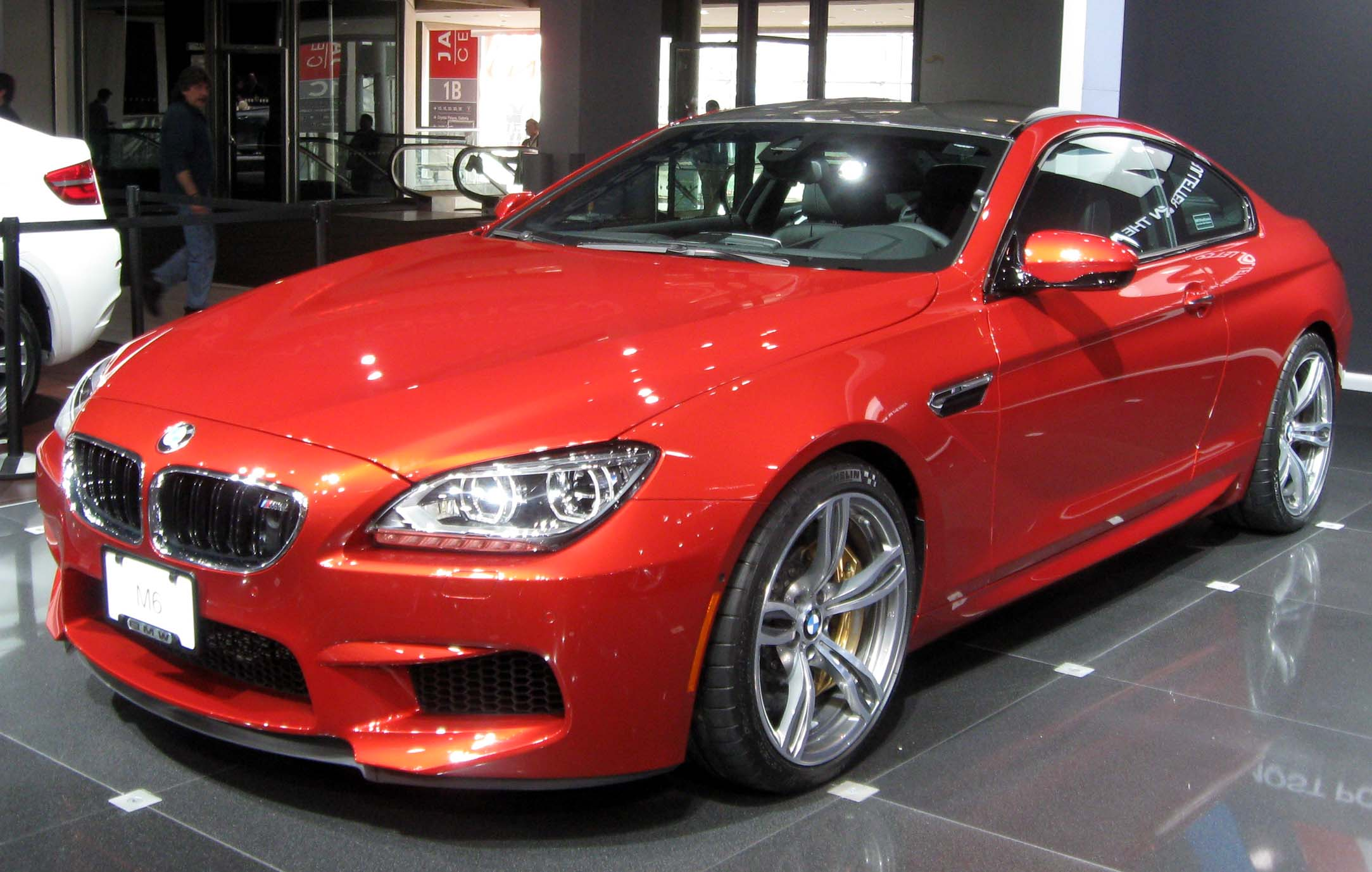
BMW M6

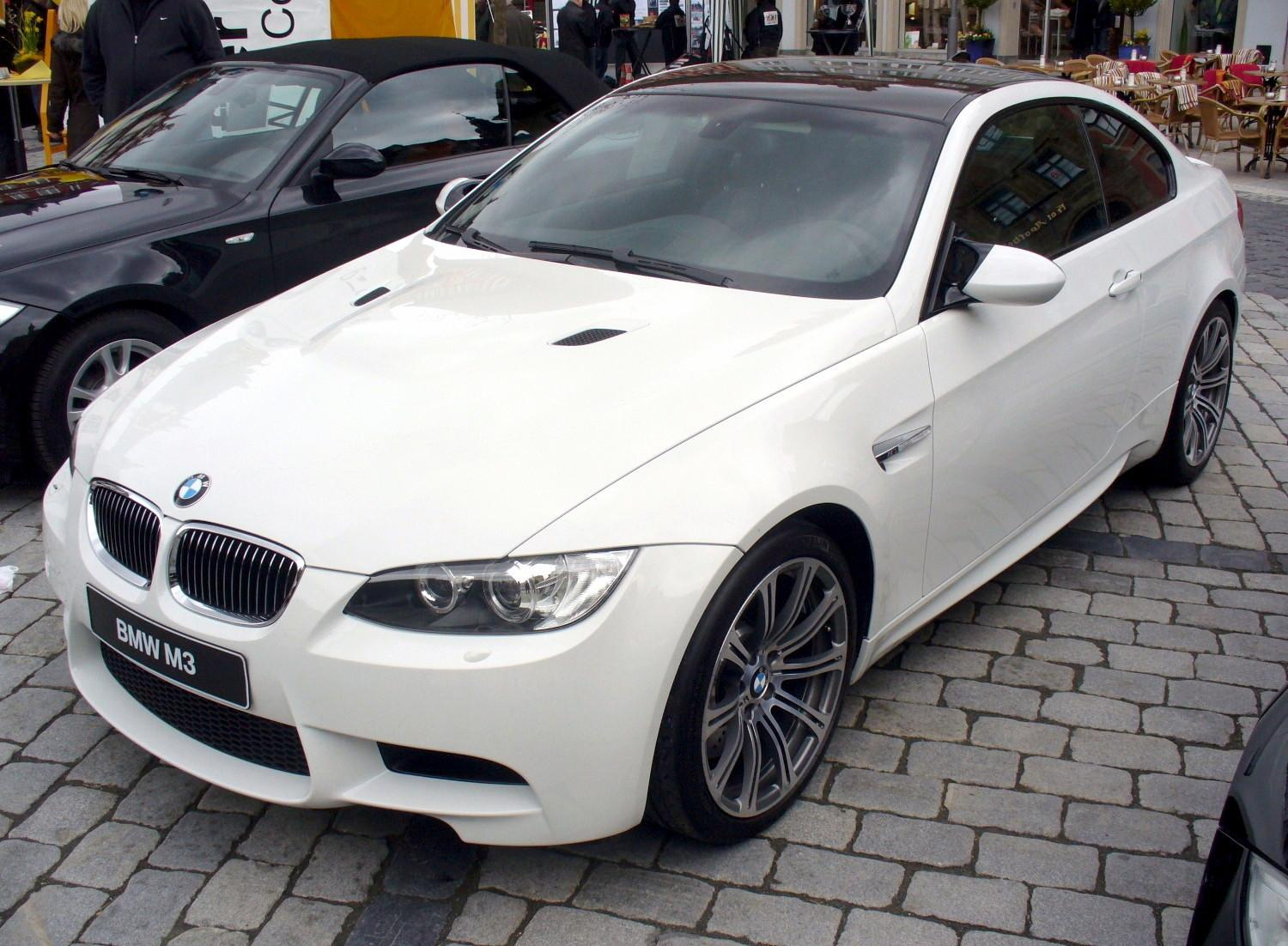
BMW M3

- M2
- M3
- M4
  - M4 쿠페
  - M4 컨버터블
- M5
- M6
  - M6 쿠페
  - M6 그란쿠페
  - M6 컨버터블
- M8
- BMW X4 M
- X5 M
- X6 M

## 단종 모델
- M1
- 1M
- M3 쿠페,컨버터블
- M 쿠페
- M 로드스터

## 같이 보기
- BMW